# Anthony Cooke

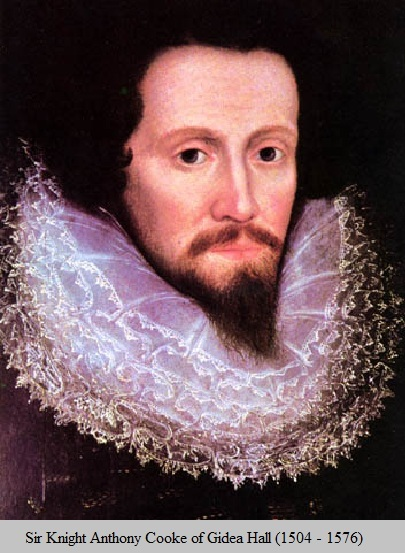
Porträt von Anthony Cooke aus dem 16. Jahrhundert

Sir Anthony Cooke (* 1505 oder 1506; † 11. Juni 1576 in Gidea Hall) war ein englischer Adliger und Politiker, der dreimal als Abgeordneter für das House of Commons gewählt wurde. Bekannt wurde er jedoch vor allem als Humanist, der seine Kinder sorgfältig erzog.

## Herkunft und Erziehung
Anthony Cooke war der einzige Sohn von John Cooke (auch Coke) (1485–1516) und dessen Frau Alice Saunders, der einzigen Tochter und Erbin von William Saunders aus Banbury in Oxfordshire. Sein Vater war ein Enkel des wohlhabenden Tuchhändlers Sir Thomas Cook, der von 1462 bis 1463 Lord Mayor of London gewesen war. Er besaß bei Havering-atte-Bower in der Nähe von Romford  in Essex beträchtlichen Grundbesitz einschließlich des Herrenhauses Gidea Hall. Nach dem Tod seiner ersten Frau Alice 1510 heiratete John Cooke in zweiter Ehe Margaret Pennington. Anthony Cooke war noch minderjährig, als sein Vater 1516 starb und er damit zum Erben seiner Besitzungen wurde. Seine Stiefmutter sowie der Diplomat Richard Coke, ein Bruder seines Vaters, übernahmen seine Erziehung und die Verwaltung des Erbes. Vor 1523 wurde Anthony Cooke mit Anne († 1553), der Witwe von Sir John Hawes aus London verheiratet. Sie war eine Tochter von Sir William Fitzwilliam, einem Londoner Kaufmann, der zeitweise als Sheriff der City of London gedient hatte. Die Kontakte seines Schwiegervaters ermöglichten Cooke vielleicht ab 1523 ein Studium am Inner Temple in London.

## Frühe Jahre als Landadliger
Über die nächsten Jahre im Leben von Cooke ist fast nichts bekannt, außer dass er die Ländereien verwaltete, die er von seinem Vater geerbt hatte. Dazu hatte er 1521 ein Viertel der Besitzungen von Sir Henry Belknap, seinem Urgroßvater mütterlicherseits, geerbt, die Ländereien in Warwickshire und den angrenzenden Grafschaften umfassten. Obwohl seine Stiefmutter als Hofdame von Königin Katharina von Aragon und später von Prinzessin Maria und sein Schwiegervater im Haushalt von Lordkanzler Wolsey dienten, kam Cooke nicht an den Königshof. Ab 1531 diente er regelmäßig als Richter in Havering. 1536 nahm er als Soldat an der Niederschlagung der Pilgrimage of Grace in Nordengland teil, und möglicherweise diente er dann bis 1537 während der Rebellion des Earl of Kildare in Irland. Von 1543 bis 1544 wurde er zum Kriegsdienst im Krieg gegen Frankreich aufgefordert, doch es ist ungewiss, ob er tatsächlich an den Feldzügen in Flandern und Frankreich teilgenommen hat. Ab 1537 war er Friedensrichter in Essex und gehörte verschiedenen lokalen Ausschüssen an. Von 1544 bis 1545 diente er dann als Sheriff von Essex und Hertfordshire.

## Tätigkeit während der Herrschaft von Eduard VI.
Erst 1539 wurde Cooke als eines der fünfzig Mitglieder der neu gebildeten königlichen Garde der Spears erwähnt. In den nächsten Jahren war er bei mehreren feierlichen Anlässen am Königshof. Spätestens 1546 gehörte Cooke zum Gefolge des jungen Thronfolgers Eduard. Anlässlich dessen Krönung wurde er am 20. Februar 1547 zum Knight of the Bath geschlagen. Cooke hatte sich offenbar im Selbststudium eine gewisse Bildung angeeignet und galt als guter Vater und Erzieher sowohl seiner Söhne wie auch seiner Töchter. 1550 wird er von John Hooper zusammen mit John Cheke als einer der Lehrer und Erzieher des jungen Eduard VI. genannt, wobei nicht genau geklärt ist, ob Cooke diese Aufgabe nicht nur formal übernommen hatte. Im Mai 1550 wurde Cooke lebenslang eine jährliche Pension von £ 100 für die Erziehung des Königs zugesprochen. Andererseits erwähnte der König Cooke nie in seinem Tagebuch, und Cooke wurde nie offiziell als Lehrer bezeichnet. Am wahrscheinlichsten ist, dass Cooke 1550 die Erziehung und Ausbildung des Königs übernommen hatte, nachdem sich Richard Cox vom Hof zurückgezogen hatte. Dabei übernahm Cooke aber eher die Rolle eines Beraters als die eines Lehrers. Bereits bei der Unterhauswahl im November 1547 war er als Abgeordneter für das Borough Lewes gewählt worden. Dabei war die Wahl offensichtlich gefälscht worden, möglicherweise im Interesse des mit Cooke verwandten John Sackville oder von Nachbarn von ihm. Es gibt von Cooke auch keine Nachweise, dass er zu dieser Zeit aktiv im House of Commons tätig war. Nur in Essex übernahm er weiter lokale Ämter, so war er 1549 Mitglied eines Ausschusses, der Ketzerei verfolgen sollte, und 1552 gehörte er einem Ausschuss zur Überarbeitung kirchlicher Regeln an. Bei der Unterhauswahl im März 1553 stellte ihn sein Schwiegersohn William Cecil als Kandidaten für Stamford in Lincolnshire auf. Cooke wurde auch gewählt, doch der Sheriff meldete stattdessen die Wahl von Cookes Sohn Richard, was Cooke ohne Protest akzeptierte. Wenig später unterstützte er nach dem Tod von Eduard VI. die Thronfolge von Jane Grey, weshalb er kurzzeitig im Tower of London inhaftiert wurde.

## Exil während der Herrschaft von Maria I.
Cooke hatte sich nur zögerlich dem Protestantismus zugewandt, doch nach seiner Freilassung und nach der Thronfolge von Maria der Katholischen ging er im Frühjahr 1554 freiwillig ins Exil. Zusammen mit John Cheke traf er am 14. April 1554 in Straßburg ein. Dort hörte er Predigten von Peter Martyr Vermigli. Finanziell wurde er von seinem Schwiegersohn William Cecil unterstützt. Im Herbst 1554 folgte er Cheke, der bereits zuvor nach Italien gereist war, und verbrachte den Winter bei Thomas Hoby in Padua, der später eine seiner Töchter heiratete. Vor Juni 1555 kehrte er nach Straßburg zurück. Dort verfasste er protestantische Flugblätter, die in England in Umlauf gebracht werden sollten. Nach dem Tod von Maria der Katholischen kehrte er 1558 nach England zurück.

## Tätigkeit während der Herrschaft von Elisabeth I.

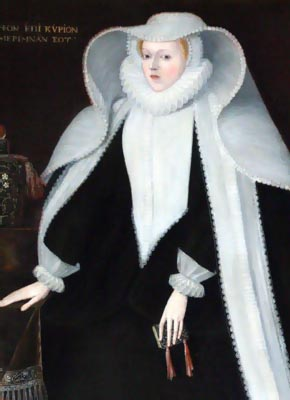
Elizabeth Cooke, eine von Anthony Cookes Töchtern. Gemälde aus dem letzten Viertel des 16. Jahrhunderts

Noch während er auf der Rückreise nach England war, wurde der angesehene Cooke bei der Unterhauswahl im Januar 1559 zusammen mit William Petre als Knight of the Shire für Essex gewählt. Im House of Commons gehörte er nun zu den Puritanern. Vielfach wurde erwartet, dass die neue Königin Elisabeth I. ihm ein hohes Staatsamt übertragen würde, doch trotz Cookes engen Kontakten zu hochrangigen Mitgliedern der Regierung wurden ihm keine höheren Ämter übertragen. Die Kompromisse, die die neue Regierung in Glaubensfragen schloss, enttäuschten ihn, und diese religiöse Unnachgiebigkeit verhinderte vermutlich die Fortsetzung seiner politischen Karriere. Er wurde nur wieder zum Friedensrichter und zum Mitglied mehrerer Kommissionen ernannt, die sich mit religiösen Fragen beschäftigten. Bei der Unterhauswahl 1563 wurde er erneut als Knight of the Shire für Essex gewählt, doch noch im selben Jahr zog er sich weitgehend aus der Politik zurück und beschäftigte sich auch nicht weiter mit religiösen Fragen. Vielleicht war seine Gesundheit bereits angegriffen, doch in den nächsten Jahren kümmerte er sich eingehend um seine Familie, seine Besitzungen und um den Ausbau von Gidea Hall, wo ihn die Königin 1568 mit einem Besuch ehrte. Mit geschätzten jährlichen Einkünften von £ 1100 gehörte er zu den reichsten Grundbesitzern in Essex.

## Bedeutung als Erzieher
Mit seiner Frau Anne Fitzwilliam hatte Cooke vier Söhne und fünf Töchter, darunter: 
- Richard Cooke (vor 1530–1579)
- William Cooke (um 1537–1589)
- Mildred Cooke (1526–1589) ⚭ William Cecil, 1. Baron Burghley
- Anne Cooke (1527/28–1610) ⚭ Sir Nicholas Bacon
- Elizabeth Cooke (1528–1609), ⚭ (1) Sir Thomas Hoby, ⚭ (2) John Russell, 3. Baron Russell
- Catherine Cooke (um 1530–1583) ⚭ Sir Henry Killigrew
- Margaret Cooke († 1558) ⚭ Sir Ralph Rowlett

Woher Cooke seine Bildung hatte, ist unbekannt. Wahrscheinlich hat er sich seine Kenntnisse selbst angeeignet. Vermutlich in den 1530er Jahren verfasste er eine Abhandlung über die Kirchenväter und vor 1541 war er in der Lage, eine auf Latein gehaltene Predigt des heiligen Cyprian zu übersetzen. Er widmete seine Übersetzung, die allerdings nicht veröffentlicht wurde, König Heinrich VIII. Offenbar hatte er sich bereits zuvor mit dem damals in England aufkommenden Humanismus beschäftigt, wobei es allerdings keinen Nachweis gibt, dass Cooke Texte der damaligen Humanisten gelesen hat. In seinem Text lobt Cooke den König, weil er seine Untertanen von der Gefangenschaft und Fesselung durch den Papst in Rom befreit habe. Wohl in vorsichtiger Zurückhaltung ist der Text jedoch noch nicht weiter protestantisch geprägt.
In den 1530er Jahren wandte sich Cooke der Erziehung seiner Kinder zu, wobei er sich besonders um seine Töchter kümmerte. Für die damalige Zeit aufgeklärte Eltern sahen für Mädchen bereits eine gewisse Bildung vor, doch Cooke lehrte seinen fünf Töchtern das gleiche Wissen wie seinen Söhnen. Vermutlich lehrte er ihnen sogar mehr. Seine Töchter mussten nicht nur Griechisch und Latein lernen, sondern auch Grundkenntnisse im Hebräischen und in anderen Fremdsprachen. Sie lasen sowohl frühchristliche Werke wie auch Schriften von zeitgenössischen protestantischen Theologen und wurden für ihre Bildung berühmt. Cookes älteste Tochter Mildred wurde besonders für ihre Kenntnisse des Griechischen gerühmt, während Anne Werke von Ochino und Jewel aus dem italienischen bzw. aus dem lateinischen übersetzte. Auch die streng protestantische Catherine war für ihre Sprachkenntnisse bekannt. Elizabeth veröffentlichte 1605 eine Übersetzung einer lateinischen Abhandlung über die Sakramente. Margaret, die fünfte Tochter starb bereits kurz nach ihrer Heirat.

## Tod und Erbe
Cooke setzte am 22. Mai 1576 sein Testament auf, das er am 9. Juni durch einen Nachtrag erweiterte. Danach sollten seine Söhne Richard und William seinen Landbesitz erhalten. Seine Schwiegersöhne Nicholas Bacon und William Cecil erhielten als führende Testamentsvollstrecker je £ 200. Alle seine überlebenden Kinder erhielten Geschenke, und seine Töchter durften sich je zwei lateinische und ein griechisches Buch aus seiner Bibliothek aussuchen. Sein stattliches Barvermögen, das fast £ 1200 umfasste, teilte er unter eine Reihe von Enkeln, darunter Robert Cecil, Anthony und Francis Bacon und Thomas Posthumous Hoby auf. Überraschenderweise machte er in seinem Testament nur die nötigsten Vorkehrungen für sein Seelenheil und tätigte keine religiösen oder mildtätigen Schenkungen. Nach seinem Tod wurde er in der St Andrew's Church in Romford beigesetzt. Später wurde sein Grabdenkmal in die St Edward's Church im gleichen Ort überführt.